# Šelešovice
Šelešovice (en allemand :  Schelleschowitz, de 1939 à 1945 : Sulschwitz) est une commune du district de Kroměříž, dans la région de Zlín, en République tchèque. Sa population s'élevait à 342 habitants en 2025.

## Géographie
Šelešovice se trouve à 6 km au sud-ouest du centre de Kroměříž, à 23 km à l'ouest-nord-ouest de Zlín, à 56 km à l'est-nord-est de Brno et à 230 km à l'est-sud-est de Prague.
La commune est limitée par Jarohněvice au nord, par Kroměříž à l'est, par Soběsuky au sud et par Zdounky et Rataje à l'ouest.

## Histoire
La première mention écrite de la localité date de 1290.

## Transports
Par la route, Šelešovice se trouve à 6 km de Kroměříž, à 32 km de Zlín, à 68 km de Brno et à 273 km de Prague.